# Bruno Hansmann
Bruno Hansmann (Berlin-Lankwitz, 1 december 1907 - Ten westen van Gibraltar, 15 december 1941), was een Korvettenkapitän bij de Kriegsmarine tijdens de Tweede Wereldoorlog. Hij had maar in zijn korte dienstloopbaan het bevel over één U-boot, de U 127.

## Geschiedenis
Bruno Hansmann begon zijn carrière bij de Kriegsmarine en na de gebruikelijke opleiding werd hij bevorderd op 1 oktober 1938 tot kapitein-luitenant-ter-zee. Op 24 april 1941 kreeg hij het bevel over de U 127 waarmee hij tot 1 november 1941 oefeningsvaarten uitvoerde en ingedeeld werd in het 2. Unterseebootsflottille. Hansmann vertrok daarna op 29 november 1941 met de boot vanuit Kiel, Nazi-Duitsland, naar Gibraltar voor een grootscheepse konvooiaanval. Op 1 december 1941, op zijn 34e verjaardag, werd hij onderweg bevorderd tot korvetkapitein. Hij zou echter geen enkel geallieerd schip tot zinken brengen in zijn kortstondige U-boot carrière.
Het Britse hulpvliegkampschip HMS Audacity nam samen met de escorteschepen deel aan de bescherming van konvooi HG-76, en maakten het de U-boten bijzonder lastig en beperkten met hun Britse aanwezigheid de activiteiten van de Duitsers. De Britten verzamelden het konvooi HG-76 dat op 14 december 1941 onder stoom ging. Behalve de HMS Audacity omvatte het escorte 2 sloepen, 3 torpedojagers en 7 korvetten en het bevel lag in handen van een bekwaam zeeman die als één der bekwaamste escortekapiteins bekend zou worden. Zijn naam was kapitein Frederick Johnnie Walker. De gevechten begonnen spoedig nadat het konvooi uitgevaren was op 14 december. Eerst werden twee U-boten, die door de Straat van Gibraltar probeerden te varen, door vliegtuigen aangevallen. De volgende dag op 15 december, werd de U-127 van Korvkpt. Bruno Hansmann, door de Australische torpedojager HMAS Nestor, westelijk van Gibraltar belaagd en tot zinken gebracht. 51 man kwamen daarbij om, waaronder hun commandant. De Australische torpedojager was een van de eerste die in het begin van de strijd een overwinning behaalde. Korvetkapitein Bruno Hansmann was 34 jaar toen hij sneuvelde.

## Militaire loopbaan
- Offiziersanwärter: 1 april 1933[2]
- Fähnrich zur See: 1 juli 1934[2]
- Oberfähnrich zur See: 1 april 1936[2]
- Leutnant zur See: 1 oktober 1936[2]
- Kapitänleutnant: 1 oktober 1938[2]
- Korvettenkapitän: 1 december 1941 (Postuum)[2]

## U-bootcommando
- U 127 -  24 april 1941  -  15 december 1941 (+)   1 patrouille (17 dagen,  gesneuveld tijdens deze patrouille)

## Info: patrouille van Bruno Hansmann
- U-boot:  Aankomst en vertrek

1. U 127 -  29 november 1941  -  Kiel  - 15 december 1941:   1  Patrouille van 17 dagen